# Jacques Bins de Saint-Victor
Pour les articles homonymes, voir Saint-Victor.
Ne doit pas être confondu avec Jacques de Saint Victor.
Jacques-Maximilien Benjamin Bins, comte de Saint-Victor est un homme de lettres et poète français, né à Cap-Français (Saint-Domingue) le 14 janvier 1772 et mort à Paris le 8 août 1858.

## Biographie
Pendant le Premier Empire, il est arrêté comme conspirateur royaliste et incarcéré à Paris. Après la chute de Napoléon, il figure parmi les rédacteurs du Journal des débats et collabore également au Drapeau blanc. Ayant tenté sans succès, avec Lamennais, de fonder une librairie, il s'exile quelque temps en Amérique. À son retour, il collabore au journal La France.
Outre ses œuvres poétiques et une traduction d'Anacréon en vers, Jacques Bins de Saint-Victor a publié plusieurs études historiques ainsi que trois livrets d'opéra.
Son fils, Paul de Saint-Victor, se fit connaître comme essayiste et critique.

## Œuvres
Poèmes
- Amour et galanterie dans le genre de Faublas, 2 vol., 1801
- L'Espérance, poème, 1802
- Les Grands Poètes malheureux, 1802
- Le Voyage du poète, poème, 1806
- Odes d'Anacréon, traduites en vers sur le texte de Brunck, 1810
- Ode sur la Révolution française et sur la chute du tyran, 1814
- Ode sur la première et la seconde Restauration du trône, 1815
- Les Confessions de S. Augustin, traduction nouvelle par le traducteur du "Chemin de la perfection..." (de Saint-Victor), 1821
- Œuvres poétiques, 1822

Essais et correspondance
- Musée des antiques, dessiné et gravé par Pierre Bouillon, avec des notices explicatives par Jacques Bins de Saint-Victor, 3 vol., 1810-1821
- Préface de l'ouvrage philosophique  Les Soirées de Saint-Pétersbourg de Joseph de Maistre-Édition J.B Pélagaud, Lyon, 1821, p.V-XX.
- Tableau historique et pittoresque de Paris depuis les Gaulois jusqu'à nos jours, 3 vol., 1808-1809 ; 2e édition augmentée, 8 vol., 1822-1827
- Quelques observations sur la lettre de Fouché au duc de Wellington, suivies du texte de cette lettre et de quelques notes explicatives, 1817
- Atlas du Tableau historique et pittoresque de Paris depuis les Gaulois jusqu'à nos jours, 214 planches, 1827
- Documents historiques, critiques, apologétiques concernant la Compagnie de Jésus, 3 vol., 1827-1830
- Lettres sur les États-Unis d'Amérique, écrites en 1832 et 1833, et adressées à M. le Cte O'Mahony, 2 vol., 1835
- Correspondance littéraire, découverte d'une petite mystification, 1837
- De l'Origine et de la nature du pouvoir d'après les monuments historiques, ou Études sur l'histoire universelle, 1840

- Les Fleurs des saints. Actes des saints martyrs rédigés et classés d'après l'ordre chronologique, 1845

Livrets
- La Rivale d’elle-même, opéra-comique en un acte, musique de Jean-Pierre Solié, créé salle Favart le 3 octobre 1800
- L'Habit du chevalier de Grammont, opéra-comique en un acte, musique d'Eler, créé au théâtre Feydeau le 6 décembre 1803
- Uthal, opéra en un acte et en vers imité d'Ossian, musique de Méhul, créé salle Favart le 17 mai 1806

Les papiers personnels de Jacques Bins de Saint-Victor sont conservés aux Archives nationales sous la cote 237AP

## Enregistrement
- Uthal, avec Karine Deshayes, Yann Beuron, Jean-Sébastien Bou, Christophe Rousset (dir.), Les Talens Lyriques, Chœur de chambre de Namur (2017, Bru Zane)